# الدین هاوارد
الدین هاوارد (انگلیسی: Adina Howard؛ زادهٔ ۱۴ نوامبر ۱۹۷۴) یک هنرپیشه، و نوازنده اهل ایالات متحده آمریکا است.